# Sint-Quintinuskerk (Imde)

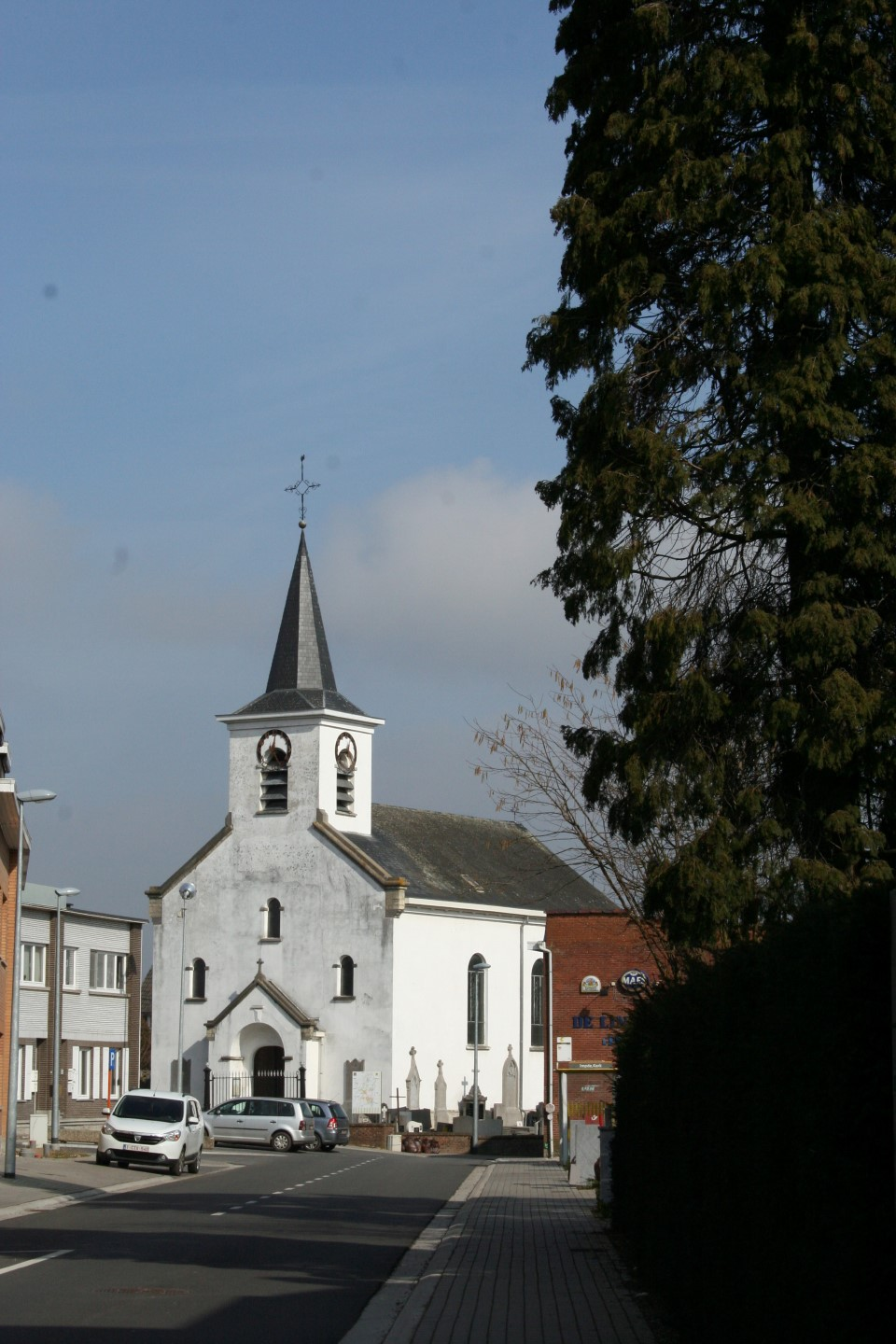
Sint-Quintinuskerk

De Sint-Quintinuskerk is de parochiekerk van de tot de Vlaams-Brabantse gemeente Meise behorende plaats Imde, gelegen aan de Barbierstraat.

## Geschiedenis
Omstreeks 800 was er in Imde vermoedelijk een hofkerk. In 1145 kwam het patronaatsrecht aan de Abdij van Dielegem. De parochie besloeg naast Imde ook Meuzegem. In 1803 werd de parochie van Imde zelfstandig en kreeg een eigen pastoor. De oude kerk, mogelijk een romaans kerkje, werd in 1839 afgebroken en in 1840 werd de nieuwe kerk ingezegend. Deze toont neoclassicistische stijlelementen.

## Gebouw
Het betreft een zaalkerk met ingebouwde westtoren en vlak afgesloten koor. De kerk is gebouwd in baksteen met een basis van kalkzandsteen.
De kerk wordt omringd door een kerkhof.

## Interieur
De kerk bezit een drietal 18e-eeuwse altaarstukken en daarnaast nog enkele schilderijen uit de 1e helft van de 19e eeuw. Er is een 17e-eeuws gepolychromeerd houten Sint-Anoniusbeeld en er zijn enkele 18e-eeuwse houten heiligenbeelden.
Het hoofdaltaar is een portiekaltaar van 1840. De preekstoel is van 1780. Het overige kerkmeubilair is 19e-eeuws.